# أنا ليليان دى لا ماكورا
أنا ليليان دى لا ماكورا (بالإنجليزية: Ana Lilian de la Macorra) (من مواليد 27 نوفمبر 1957) هي ممثلة مكسيكية ومنتجة ونفسانية والتي عملت في المسلسلات المكسيكية المعروفة، شركة شافو ديل أوتشو وشركة الجندب الأحمر كولورادو في 1970s.

## روابط خارجية
- أنا ليليان دى لا ماكورا على موقع IMDb (الإنجليزية)